# Luka Šulić
Luka Šulić (Maribor, 25 augustus 1987) is een Sloveens cellist. Samen met Stjepan Hauser vormt hij het duo 2Cellos.